# Функция Хаара
Функция Хаара — кусочно-постоянная функция. Определяется на интервале {\displaystyle \left[0,1\right)}. Последовательность функций Хаара образует ортогональную систему. Впервые была построена Альфредом Хааром. Любую функцию, интегрируемую по Лебегу на интервале {\displaystyle \left[0,1\right)}, можно разложить в ряд по функциям Хаара,
аналогичный разложению в ряд Фурье: {\displaystyle f(x)\sim c_{0}\chi _{0}^{(0)}(x)+\sum _{m=0}^{\infty }\sum _{k=1}^{2^{m}}c_{m}^{(k)}\chi _{m}^{(k)}(x)}.

## Определение
Две первые функции Хаара определены так:
{\displaystyle \chi _{0}^{(0)}(x)=1}
{\displaystyle \chi _{0}^{(1)}(x)={\begin{cases}1,x\in \left[0,{\frac {1}{2}}\right)\\0,x={\frac {1}{2}}\\-1,x\in \left({\frac {1}{2}},1\right]\end{cases}}}
Другие функции Хаара определены для всех натуральных {\displaystyle m\geqslant 1,1\leqslant k\leqslant 2^{m}}:
{\displaystyle \chi _{m}^{(k)}(x)={\begin{cases}{\sqrt {2^{m}}},x\in \left({\frac {k-1}{2^{m}}},{\frac {k-{\frac {1}{2}}}{2^{m}}}\right)\\-{\sqrt {2^{m}}},x\in \left({\frac {k-{\frac {1}{2}}}{2^{m}}},{\frac {k}{2^{m}}}\right)\\0,x\in \left({\frac {l-1}{2^{m}}},{\frac {l}{2^{m}}}\right)\end{cases}}}
Здесь: {\displaystyle l\neq k,1\leqslant l\leqslant 2^{m}}.

## Свойства
- Совокупность функций Хаара является ортнормированной системой[2].
- Для функции, интегрируемой по Лебегу, разложение Хаара сходится к этой функции почти всюду.
- Разложение Хаара для функции сходится к этой функции в каждой точке непрерывности этой функции и равномерно сходится на каждом интервале, на котором функция равномерно непрерывна.